# Dziś w moim mieście
Dziś w moim mieście – wspólny album polskich braci-raperów Pezeta i Małolata. Za stronę muzyczną odpowiedzialny jest przede wszystkim Czarny HIFI.
Płyta zadebiutowała na 5. miejscu listy OLiS w Polsce i uzyskała certyfikat złotej płyty.

## Lista utworów
Opracowano na podstawie materiału źródłowego.
1. „Pezet/Małolat (Intro)”
2. „Zaalarmuj”
3. „Dziś w moim mieście” (gościnnie: Grizzlee)
4. „Jestem sam” (gościnnie: Agata Molska, Kasia)
5. „Nagapiłem się” (gościnnie: Małpa)
6. „Gdzie byśmy dziś byli”
7. „Koka” (gościnnie: VNM)
8. „Co by to zmieniło” (gościnnie: Molesta Ewenement, Grizzlee)
9. „Dopamina” (gościnnie: Agata Molska)
10. „Hip Hop robi dla mnie” (gościnnie: Fabri Fibra, Agata Molska)
11. „Tak łatwo było”
12. „Odkąd ostatnio gadaliśmy” (gościnnie: Diox)
13. „Chciałbym uciec stąd (Outro)” (gościnnie: Agata Molska)

## Twórcy
Opracowano na podstawie materiału źródłowego.

- Paweł „Pezet” Kapliński – wokal, słowa
- Michał „Małolat” Kapliński – wokal, słowa
- Michał „Little” Harmaciński (The Returners) – produkcja (1, 5)
- Michał „DJ Chwiał” Chwiałkowski (The Returners) – produkcja (1, 5), skrecze (1)
- Witold „Donatan” Czamara – produkcja (3)
- Aleksander „Czarny HIFI” Kowalski – produkcja (2, 4, 6–7, 9–13), miksowanie
- Michał „DJ. B” Olszański – produkcja (8)
- Michał „Szczur” Jurek – produkcja (8)
- Wojciech „DJ Kebs” Męclewski – skrecze (2)
- Rafał „DJ Panda” Helsztyński – skrecze (5, 10, 12)
- Kamil „Grizzlee” Raciborski – wokal (3, 8), słowa (3, 8)
- Agata Molska – gitara (4, 9–10, 13)
- „Kasia” – wokal wspierający (4)
- Łukasz „Małpa” Małkiewicz – wokal (5), słowa (5)
- Tomasz „VNM” Lewandowski – wokal (7), słowa (7)
- Tomasz „Pelson” Szczepane (Molesta Ewenement) – wokal (8), słowa (8)
- Piotr „Vienio” Więcławski (Molesta Ewenement) – wokal (8), słowa (8)
- Paweł „Włodi” Włodkowski (Molesta Ewenement) – wokal (8), słowa (8)
- Fabrizio „Fabri Fibra” Tarducci – wokal (10), słowa (10)
- Patryk „Diox” Skoczylas – wokal (12), słowa (12)
- Jacek Gawłowski – mastering
- Tomasz Woźniak – producent wykonawczy
- Jędrzej Kostecki – oprawa graficzna, zdjęcia
- Piotr Jakubowski – zdjęcia
- Marcin Szambelan – zdjęcia